# 音樂心理學
音樂心理學（Music Psychology / psychology of music）是用心理學的方法及理論研究音樂與人的各種心理現象的相互關係，並找出其規律的科學。它以心理學理論為基礎，汲取生理學、物理學、遺傳學、人類學、美學等有關理論，採用實驗心理學的方法，研究和解釋人由原始（初生）到高級的音樂經驗和音樂行為的心理學分支。

## 簡介
現代音樂心理學的開始則應歸功於19世紀中葉的實驗心理學流派的努力，他們最初致力於研究音響與感覺之間的關係。例如德國心理學家黑爾姆霍爾茨（1821～1894）通過調查及系統觀察法研究了樂音與感覺的問題。費希納（1801～1887）建立了心理物理學方法，進行了大量音響強度與感覺反應的試驗，在此基礎上建立了16條心理－物理的有關法則。馮特（1832～1920）通過自我觀察及內省的方法對視覺、聽覺的生理及心理方面進行了研究。馬赫（1838～1916）分析了感覺與表象之間的關係，尤其是時間及音樂節奏要素的感知。施通普夫研究了人們感覺的差異性，並探討了協和與不協和的問題。這個階段中所研究的內容以音響心理學為主，音樂心理學只佔其中一小部分。

20世紀初，音樂心理學才逐步分離出來，着重研究音樂與心理的關係。如西肖爾提出瞭如何測驗音樂才能的問題，庫特研究了音樂創造的心理過程與曲式之間的關係等。隨着現代心理學派的出現，也產生了構造派、機能派、格式塔派、精神分析派的各種觀點。50年代以後，信息論、控制論和人工智能學的出現，又為音樂心理學增添新的內容，使它從研究聲音的屬性、音樂才能、音樂天資等問題進入到音樂的感知、認識過程及其本質的探討，並更多地利用科學儀器對心理活動作出進一步的分析。

音樂心理學研究的重要方面大致如下：音樂對心理的刺激及其效果、音樂感、音樂記憶、音樂與感情的關係、音樂才能的定義及分類、音樂才能的測定、音樂創造及表演的心理過程、音樂天資的遺傳、音樂對社會心理的影響、音樂對疾病的作用等等，並已出現了更專門的分工，如音樂社會心理學、音樂教育心理學、音樂治療學等。音響心理學 研究音響與心理的關係。它是音樂心理學的前身，它們之間也頗難劃清界限。就兩者的對象而言，大抵是，音響泛指一切聲音，包括噪聲以及孤立存在的樂音在內，而有組織的樂音則屬於音樂的範圍。

通常音響心理學研究的內容如下：音的物理屬性（音高、音強、音質、時值）與感覺的關係；音程（八度、協和與不協和）對聽覺所產生的結合作用、融合作用及遮蔽作用；聽覺與其他感覺（特別是視覺）之間的關係；聽覺空間感的形成問題；有關聾人、重聽或聽覺疾病的問題；對噪聲的感受問題等。此外還有一些屬於與音響生理學或音樂心理學交叉難以劃分清楚的課題，例如可聞閾、聽覺疲勞、曲調感、和聲感、節奏感等。

## 內容

### 音樂感
音樂感泛指對音樂能欣賞、理解、表現或進行創造的特性。但此術語概念很廣，含義模糊。音樂心理學家尚未能提出一個被公認的定義。
一般認為，音樂感包括兩類要素：①是與生理條件有密切關係的，如音高感、節奏感、音色感、和聲感等。②是綜合的要素，如音樂記憶力、音樂想象力、音樂形式感、音樂審美感等。音樂感通過訓練及培養可以有所改善，但對於早年即極富樂感的音樂神童及所謂音樂天才究竟應如何理解，迄今未有定論。
與此相聯的是所謂音盲，即毫無或極度缺乏音樂感的人。有些音盲可以歸結為由於聽覺生理方面受到障礙或出現病理現象，但也有生理上健全而缺乏音樂感受能力，通過學習、訓練難以改善的情況。此外，在欣賞、表演及創作能力方面，音樂感所起的作用如何，音樂感的組成要素，音樂感的形成，音樂感的測定，音樂感的類型，均屬於有待深入研討的課題。
同樣受到重視的是音樂與情感的關係問題，西方音樂心理學家所着重研究的是將音樂作為一種物理刺激，通過實驗來測定人們的各種生理以及心理反應，求出一般的規律，以及因個人的不同而產生的差異。由於涉及美學的領域，各派心理學家所得出的結論頗不一致。

### 音樂記憶
指能記憶所聽過的音樂的能力，包括對絕對音高、相對音高的記憶，對節奏、旋律、和聲、復調、音色甚至整部樂曲的記憶能力。分析音樂記憶的特殊性，音樂記憶的過程，找出培養、加強音樂記憶的方法與原則，對學習音樂和掌握音樂有很大幫助。因此，音樂心理學與音樂教育學都將它作為一項很重要的研究課題。

### 音樂才能
音樂才能的存在是不能否認的。但音樂才能包括哪些要素，又如何培養，尚無定論。例如西肖爾認為應有6個方面，即音高感、音強感、時值感、節奏感、和聲感與音調記憶能力。而M.舍恩認為音樂才能應包括：聽覺感受力、音樂感情與理解力、音樂實現力、音樂智能、音樂記憶以及思考力、自信力與音樂氣質等。有人還指出音調想象力、音樂經驗對音樂才能也有重要關係。
為了確定音樂才能的高下優劣，在西方出現了所謂“音樂才能測驗”，由心理學家編制一系列問題要求被測驗者回答，再根據答案鑑定音樂才能的優劣。最早出現的測驗表由西肖爾編制，共100題，1919年錄製成唱片6張，公開發行。1930年，J.夸爾瓦澤（1894～1977）的音樂測試法，只用3個音，但不斷改變音高、時值、響度及節奏，通過40及50次變化，即可得出判斷。韋恩的“標準音樂智力測驗”（1948）需用鋼琴彈奏近一小時的測驗內容，包括和絃分析、音高變換、音樂記憶、節奏重音、和聲、力度及分句等等。但是，這些測驗究竟能否真正鑑定音樂才能的高下，可能還是個疑問，但作為參考，有一定價值。西方心理學家對音樂才能是否遺傳、音樂神童的特點、盲人的音樂才能、音樂才能與其他方面才能的關係等方面，也進行了不少研究，但是，迄今尚未取得較一致的認識。

### 音樂創造
作曲家的創作衝動從何而來，樂曲怎樣形成，又如何表現為具體的形式，一直引起音樂理論家的興趣。西方心理學家所着重探索的是：音樂創作過程中心理活動的特點，包括情感與理智的關係，作曲家個性、氣質、精神狀態、生活方式對創作的影響等等。更常見的是對靈感的研究，包括什麼是靈感，靈感的來源，在創作過程中的作用，以及如何培養或找尋靈感等等。同樣，演奏家的再創造心理過程也是被研究的對象。心理學家試圖找出音樂想象、音樂思維與一般想象、一般思維的異同之處。常見的方法是將音樂家與其他藝術家或科學家的情況，分門別類進行調查，作出比較分析，再找出音樂家的特點。這方面的研究目前尚處於初級階段。

### 音樂教育
不同的人都擁有對音樂反應的能力，闡明了音樂是人類智慧的一部分，盡管每個人的能力不同，但絕大數人都有接受音樂的能力和權利，所以音樂教育應面向大眾。音樂心理學其中一部分會分析音樂教育中“教”和“學”的一些基本心理規律和理論。此外，二十世紀四大音樂教學法（高大宜教學法、鈴木教學法、奧福教學法及達克羅茲教學法）對學生均有不同的好處，音樂心理學家會研究不同的教學法對學習音樂的成效。

## 發展
研究者開始通過正電子發射斷層掃描、功能性磁共振成像、腦磁圖、腦電圖或事件相關電位、經顱磁刺激、經顱直流/交流電刺激等技術探究音樂對人的腦神經的影響，並湧現出許多研究成果。到了21世紀，音樂心理學在西方已發展成為一門較為成熟的學科，許多研究者出版了音樂心理學著作，這些著作對該學科的發展起著重要的推進作用，比如，在Meyer（1956）理論研究的基礎上，大衛·休倫（2006）的Sweet anticipation: Music and the psychology of expectation進一步探究音樂的期待；Patel（2008）的Music，language，and the brain則圍繞音樂與語言進行對比研究；Deutsch（2013）主編的The psychology of music（3rd Ed.）從多學科視角出發，匯集近年研究成果，對音樂心理學的相關問題進行闡述，該書對當今音樂心理學研究具有重要的意義；Koelsch（2012）的Brain and music從認知神經科學出發，較為全面地揭示了人的腦部在接收了音樂後的影響；Thompson（2014）的Music， thought， and feeling: Understanding the psychology of music（2nd Ed.）從認知角度論述音樂知覺以及音樂實踐等問題，是一本很有價值的音樂心理學導論；蘇珊·哈勒姆、伊恩·克羅斯及邁克爾·索特（2016）主編的牛津音樂心理學手冊（第二版）匯集了音樂心理學各個領域的最新研究成果，對於了解音樂心理學的研究現狀具有一定的參考價值。

## 研究領域

### 音樂與健康
科學研究表明，唱歌可以對人們的健康產生積極影響。一項基於對參加合唱的學生進行的調查的自我報告數據的初步研究發現，感知到的好處包括增加肺活量、改善情緒、減輕壓力以及感知到的社會和精神益處。然而，一項更古老的肺活量研究將那些接受過專業聲樂訓練的人與沒有接受過專業聲樂訓練的人進行了比較，並且未能支援肺活量增加的說法 。唱歌可以通過減輕壓力對免疫系統產生積極影響。一項研究發現，唱歌和聽合唱音樂都會降低壓力荷爾蒙的水準並增加免疫功能。

### 身體益處
1. 鍛煉肺部，調理肋間和橫膈膜。
2. 改善睡眠
3. 通過提高有氧能力來改善有氧功能
4. 放鬆整體肌肉緊張
5. 改善姿勢。
6. 打開鼻竇和呼吸管
7. 通過訓練，它可以幫助減少打鼾
8. 釋放內啡肽
9. 增強免疫系統
10. 有助於改善受帕金森病等疾病影響的人的身體平衡